# Strada statale 477 dell'Alpe di Casaglia
La ex strada statale 477 dell'Alpe di Casaglia (SS 477), ora strada provinciale 477 dell'Alpe di Casaglia (SP 477), è una strada provinciale italiana, il cui percorso si snoda nella città metropolitana di Firenze.

## Percorso
La strada ha origine dalla ex strada statale 306 Casolana Riolese nel centro abitato di Palazzuolo sul Senio e sale verso il passo Sambuca (1061 m s.l.m.). Superato quest'ultimo la strada ridiscende verso il passo della Colla di Casaglia (913 m S.l.m.) posto alla confluenza tra la strada stessa e la ex strada statale 302 Brisighellese-Ravennate, all'interno del comune di Borgo San Lorenzo.
In seguito al decreto legislativo n. 112 del 1998, dal 2001, la gestione è passata dall'ANAS alla Regione Toscana che ha provveduto al trasferimento dell'infrastruttura al demanio della Provincia di Firenze.